# Pinning
Pinning oder auch Englisch Fußball ist ein Spiel, bei dem man versucht, Spielsteine in das Tor des Gegners zu schnippen. 

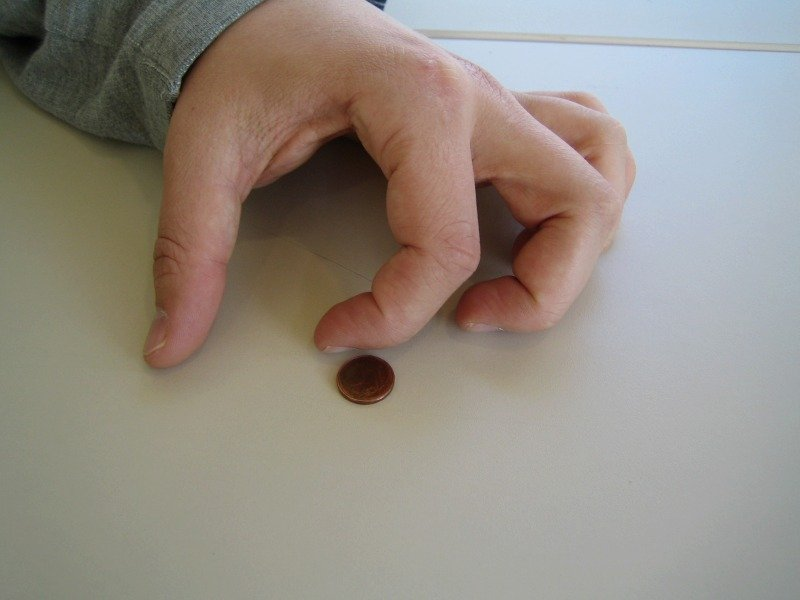
Übliche Handhaltung beim Schnippen der Münzen, zu der es auch Alternativen gibt.

## Regeln
Gespielt wird mit drei Spielsteinen auf einer ebenen Spielfläche – gewöhnlich einem rechteckigen Tisch. Die beiden Spieler setzen sich an die kurzen Seiten des Tisches.

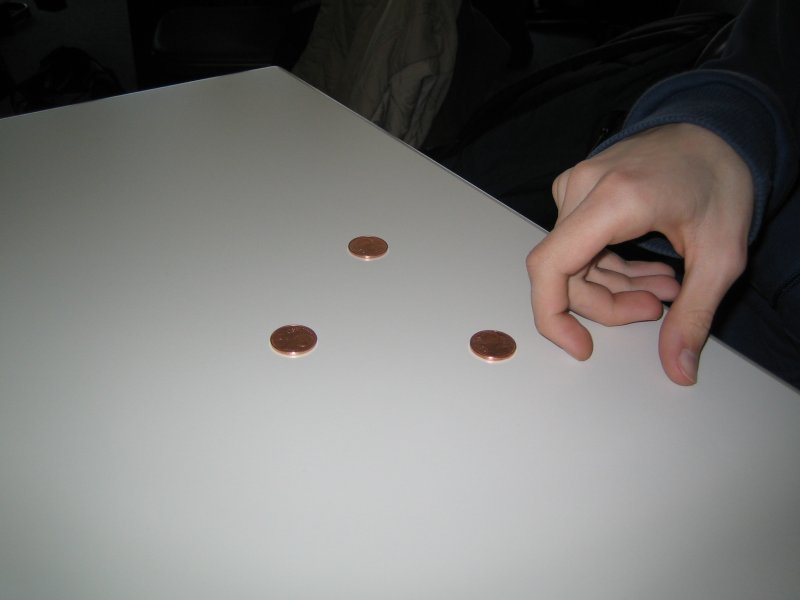
Standard Pinningeröffnung mit drei Münzen

Durch Werfen einer Münze wird festgelegt, welcher Spieler beginnt. Dieser ordnet dann die drei Spielsteine im Dreieck an.
Ein Zug besteht nun darin, dass der Spieler durch Schnippen eines Spielsteins diesen durch das von den beiden anderen gebildete Tor schießt. Ist er erfolgreich, so bleibt er am Zug. Anderenfalls ist der zweite Spieler an der Reihe.
Ein Zug gilt als gescheitert (nicht erfolgreich), wenn
- der Spieler mehr als einen Spielstein mit der Hand berührt
- der Spielstein nicht geschnippt, sondern geschoben o. Ä. wird
- der berührte Spielstein an den beiden anderen Spielsteinen vorbeirutscht oder vor diesen liegenbleibt
- ein Spielstein einen anderen berührt
- ein Spielstein die Spielfläche verlässt
- mit demselben Spielstein wie beim vorherigen Zug gespielt wird. Es ist also insbesondere verboten, einen Zug rückgängig zu machen, indem man mit demselben Stein zurückspielt oder mit einem Stein im Zickzack durch ein großes Tor der beiden anderen Steine spielt.

### Ziel des Spieles

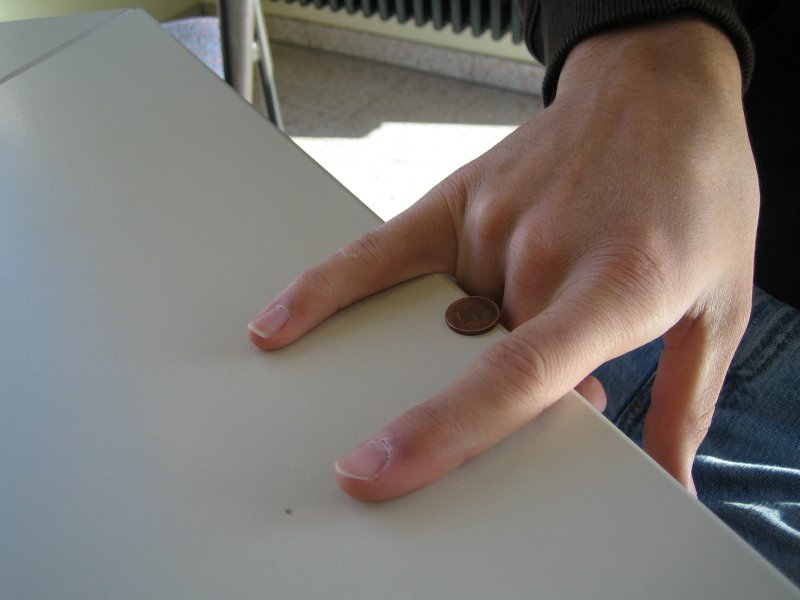
Durch abgespreizten Zeigefinger und kleinen Finger wird ein Tor gebildet, durch das die Münze bis zu den Knöcheln rutscht.

Ziel des Spieles ist es durch gültige Züge einen der Spielsteine in das gegnerische Tor zu bringen. Dieses wird entweder durch zwei weitere Spielsteine gekennzeichnet oder durch eine an die Kante gestützte Faust, bei der Zeigefinger und kleiner abgespreizt auf den Tisch stehen und so Pfosten des Tores bilden.
Als gültiges Tor zählt nur, falls der Spielstein nach Passieren der Pfosten über die Tischkante rutscht oder die Knöchel der Faust berührt. Ein Berühren der Pfosten ist dabei durchaus erlaubt.

### Varianten

#### Fußball
Hierbei hat jeder der beiden Spieler drei Spielsteine zur Verfügung. Geschnipst wird entweder abwechselnd oder bis der aktuelle Spieler einen ungültigen Zug macht. Durch die größere Anzahl an Steinen ist das Vermeiden von Zusammenstößen nun schwieriger. Zusätzlich ist es möglich, die Regel einzuführen, dass auch gegnerisch Spielsteine als Tore verwendet werden dürfen oder immer ein eigener und ein gegnerischer Spielstein als Tor dienen (was auch das Spiel mit nur zwei Steinen pro Spieler erlaubt).

#### Hindernisse
Je nach Anfangsaufstellung und Spielfläche sind Direktschüsse möglich, dass also direkt nach dem ersten Schnippen der Spielstein ins Tor gelangt. Um dies zu vermeiden, ist es üblich, ein Hindernis, Schachtel, Geldbeutel oder was zur Hand ist, in die Mitte des Tisches zu legen. Berührt ein Spielstein das Hindernis, so gilt der Zug als gescheitert.
Als Erweiterung sind natürlich auch andere Hindernisse möglich, die die Form der Spielfläche weiter verändern.

#### Vier Münzen
Eine eher seltene Variante ist das Spiel mit vier statt drei Münzen. Hierbei muss der geschnipste Spielstein einen anderen treffen, sodass entweder der geschnipste oder der berührte durch das Tor der beiden anderen rutscht.
Da diese Abwandlung sehr schwierig ist und zusätzliche Taktik erfordert, wird sie Einsteigern nicht empfohlen.

## Material
Benötigt werden eine Spielfläche und geeignete Spielsteine.
Die Spielfläche ist gewöhnlich ein Tisch. Dieser sollte möglichst glatt und eben sein um nicht durch ungleichmäßiges Rutschen das Spiel zu beeinflussen. Besonders geeignet sind kunststoffbeschichtete Tische. Achtung bei Glastischen und anderen empfindlichen Oberflächen: Je nach verwendetem Schnipsobjekt können diese zerkratzen.
Tischdecken und andere Stoffe sind für die meisten Spielsteine ungeeignet.
Als Spielsteine dienen meistens Münzen, da diese leicht zu standardisieren sind, auf üblichen Tischen gut rutschen und immer verfügbar sind. Hierbei sind 1 bis 5 Cent Münzen bevorzugt, da sie aufgrund der Größe auch auf kleinen Flächen das Spiel erlauben. Größere Münzen sind zudem langsamer und führen schneller zur Ermüdung oder sogar Verletzung von Fingern und Fingernägeln.

## Verbreitung
Da Pinning mit sehr einfachen Mitteln gespielt werden kann, eignet es sich für kurze Spiele in Büro, Universität oder Schule. Drei Münzen, ein Tisch und einige Minuten reichen für ein vollwertiges Spiel. Durch die einfachen Regeln und Abläufe finden sich auch Einsteiger schnell zurecht, sodass es sich besonders unter Jugendlichen schnell verbreitet. Die Weitergabe der Regeln erfolgt fast ausnahmslos mündlich, sodass sich die zu findenden Varianten oft unterscheiden.